# 婉娜拉·宋提查
婉娜拉·宋提查（泰語：、1989年4月10日—），昵称Vill，是泰國的女演員、模特。出生于泰國。畢業于泰国艺术大学考古人類學專業。代表影視作品有《玻鑽之爭》、《世襲家族》、《愛在旅途》。2011年開始，中國大陸引進多部由她主演的電視劇，並在國內各大電視臺播出。现为泰国One 31台旗下女艺人。

## 演藝經歷
婉娜拉·宋提查（Vill）在學生時代時並沒有進入演藝圈的計畫，她原本只打算當一個普通的上班族。在2008年的時候開始接觸平面模特的兼職工作，後來在好友颂恩·宋帕山（Son）的建议下，去參與了當時電視劇"玻鑽之爭"的試鏡，最後成功被選上並擔任第一女主角，演藝圈的道路從此展開。
2009年，搭檔前輩巴迪潘·巴塔卫（Mos）刚翻拍了經典劇集《麻雀變鳳凰》。
2010年，搭檔泰國人氣天王素格力·威塞哥（Bie）拍攝電視劇《愛在旅途》。Vill在該劇中首次女扮男裝，反串飾演一位假小子，該劇在泰國播出後獲得極大反響，並成為該年泰國五台收視冠軍。該劇於一年後引進中國大陸，也讓Vill在中國大陸人氣急升，與男主Bie的屏幕情侶搭檔也成為一時熱話。
同年參與演出大製作剧集《花環夫人》，此次是Vill首度參演泰國年代劇，並與多位經驗豐富的前輩合作。
2011年，Vill與查克利·彦纳姆出演都市情感糾紛劇《情場風雲》，該劇於2012年被台灣東森戲劇台引進，並更名為《原來我愛你》。
同年中旬客串出演了以歌舞和穿越為題材的電視劇《穿越時空尋找愛》。在劇中Vill飾演男主角穿越到未來前的年輕時期的女主角。Vill在該劇中雖然戲份不多，但在劇中前期與男主的情感描寫和深情刻畫也是本劇前期鋪墊的重要部分。此外，這部劇是Vill和Bie的二度合作。
同年出演了警匪動作劇《潛伏者》，在劇中Vill飾演一位性格大膽潑辣的農場主孫女，並在劇中有不少打鬥場面。
2012年初，Vill和泰劇一哥纳瓦·君拉纳拉（Pong）合作拍攝浪漫愛情劇《愛如潮湧》。該劇之後被中國央視八台引進。
同年中旬，Vill與Son再度合作拍攝經典年代劇《彩象島的女孩》，此劇也是Vill在年代劇首度擔正女主角。台灣由緯來戲劇台引進。在拍攝该剧的同時，Vill也同時拍攝另一部動作武打喜劇《俠女天威》。
2013年初，Vill首次出演電影《晚孃》。不久後，Vill首度與人氣歌手友塔纳·布格朗（Toomtam）合作翻拍經典劇集《最後的束縛》（又譯《無盡的愛》）。在劇中，Vill將飾演一對性格截然不同的雙胞胎。Vill為了尋求突破，一反以往清純溫柔的戲路，首次在劇中挑戰反派角色。Vill在此劇的演技和表現得到觀眾的認可，認為她把姐姐的溫婉可人和妹妹的陰險狠毒都演的淋漓盡致，切換自如。Vill更憑此劇獲得最佳女主角提名。
2014年，Vill與普提查·克瑟辛（Push）合作拍攝魔幻愛情電視劇《千金魔鳥》。Vill在戲裡再次新嘗試，飾演一位囂張跋扈的富家千金，並講述因她惡行太多而被天上仙女懲罰變成一隻鳥，從中學會人情世故並找到自己真愛的故事。該劇輕鬆搞笑的模式大受觀眾歡迎，后在2016年由香港ViuTV引進。
2015年，由於Exact公司更換電視台的關係導致積累劇集太多，Vill在此年只有《心之影》一部作品。此劇為Vill的好友兼前輩Aom擔任製片人製作的第一部劇，同時也是Vill和Toomtam在最後的束縛後的第二次合作。
2016年，Vill首部主演的恐怖電影《鬼打牆》，與泰國當紅演員马里奥·毛瑞尔（Mario）合作。Vill憑此電影入選最佳女主角五強。
同年中旬，Vill拍攝了兩部短劇。分別是以真人真事改編的情感糾紛單元劇《Club Friday The Series 7之愛的緣由》。另一部是由泰國旅遊局贊助的短劇《愛塵瀰漫》，此劇全在泰國北部取景拍攝。
同年9月，與泰國著名演員提拉帕·萨扎顾（Tui）合作的愛情劇《愛情計謀》開播，Vill在劇中飾演一個被男主妻子的靈魂附身的軀殼。這部劇同時也是Aom作為製片人的第二部劇。
同年10月份Vill接拍情境喜劇《愛情配方》，並和Bie時隔五年再度合作。之後在國喪期間，與同公司的演員合拍獻禮劇"我出生在拉馬九世皇朝"。
2017年，Vill和Son時隔五年再度合作拍攝經典劇集《三世情緣》，兩人的表現獲得了最佳屏幕情侶獎。
同年七月，主演的翻拍經典韓劇《這該死的愛》播出。
同年九月，Vill與措恩·金达科特（Sean）合作拍攝靈異愛情劇《命運的使命》。劇裡Vill飾演一位因車禍身亡，而變成鬼魂與擁有陰陽眼的男主相遇相愛的故事。這部劇是Aom擔任製片人的第三部劇。
2018年，Vill與Pong將二度合作拍攝泰國鮮有的懸疑探案劇《谜情纹字》。Vill在此劇扮演一位因悲慘遭遇被仇恨蒙蔽雙眼而導致心理扭曲的兇手，為連續殺人案的幕後主謀，此劇亦是Vill第二次飾演反派。
同年中旬，Vill出演靈異劇《情鎖靈怨》。
2020年，Vill出演的穿越剧《爱之轮回》，获得各大奖项提名及认可。

## 个人生活
现任男友为泰国男艺人威拉卡尼·坎瓦塔纳固。

## 影视作品

### 電視劇
| 年份      | 劇名                             | 角色                     | 播放平台 | 備註          |
| --------- | -------------------------------- | ------------------------ | -------- | ------------- |
| 2008年    | 超級明星的秘密                   | 頒獎嘉賓                 | 泰國5台  | 客串          |
| 2008年    | 玻鑽之爭                         | 楠佩                     | 泰國5台  |               |
| 2009年    | 世襲家族                         | 星星                     | 泰國5台  |               |
| 2010年    | 愛在旅途                         | 潘艾兒/阿亞              | 泰國5台  |               |
| 2010年    | 繞先生的日常                     | 潔芙                     | 泰國3台  | 單元女主角    |
| 2010年    | 花環夫人                         | 嫣兒                     | 泰國5台  |               |
| 2011年    | 原來我愛你                       | 甘雅                     | 泰國5台  |               |
| 2011年    | 穿越時空尋找愛                   | 帕萊萍（少女）           | 泰國5台  | 特別出演      |
| 2011年    | 野蠻人                           | 薩汶                     | 泰國5台  |               |
| 2012年    | 愛如潮湧                         | 烏恩                     | 泰國5台  |               |
| 2012年    | 彩象島女孩                       | 妮樂/薇妮                | 泰國9台  |               |
| 2012年    | 俠女天威                         | 沃特莎娜                 | 泰國5台  |               |
| 2012年    | 歡樂一家人                       | FBI女探員 / 美女         | 泰國3台  | 单元女主角    |
| 2013年    | 日落湄南河                       | 溫魯蒂                   | 泰國5台  | 客串          |
| 2013年    | 最後的束縛                       | 姜雯熙 / 姜蔓妮          | 泰國5台  |               |
| 2014年    | 千金魔鸟                         | 白娜拉（梅麗）           | 泰國5台  |               |
| 2015年    | 心之影                           | 梅恬妮                   | One 31   |               |
| 2016年    | 星期五俱樂部 7：爱的緣由之Home   | 查                       | GMM 25   | 单元女主角    |
| 2016年    | 雙姝奇緣                         | 布柳                     | One 31   |               |
| 2016年    | 不朽的心                         | 娜岚                     | One 31   |               |
| 2016年    | 我出生在拉瑪九世王朝             | 邦國                     | One 31   | 獻禮片        |
| 2016-17年 | 爱情配方                         | 露丹                     | One 31   |               |
| 2017年    | 三世情緣                         | 曼瑶 / 娜察娃迪 / 安達拉 | One 31   |               |
| 2017年    | 這該死的愛                       | 英提拉                   | One 31   |               |
| 2017年    | 命運的使命                       | 家薇                     | One 31   |               |
| 2018年    | 謎情紋字                         | 帕洛妮                   | One 31   |               |
| 2018年    | 情鎖靈怨                         | 潘瑪思 / 沃德（少女）    | One 31   |               |
| 2019年    | 妒海2019                         | 艾安雅（小雲）           | One 31   |               |
| 2019年    | 超能后妈                         | 塔米                     | GMM 25   |               |
| 2019年    | 愛情合約                         | 翁雯                     | One 31   | 2014-15年拍摄 |
| 2020年    | 蛇吻                             | 安雅瓦蒂                 | One 31   |               |
| 2020年    | 愛之輪迴                         | 美婉                     | One 31   |               |
| 2021年    | 王子變青蛙                       | 陆芭                     | One 31   |               |
| 2022年    | 甜心救星                         | 莎拉佩                   | One 31   |               |
| 2022年    | 星期五俱樂部14：愛情與信仰之誓言 | 小麥                     | One 31   | 单元女主角    |
| 2024年    | 冬日斜陽暖                       |                          | One 31   |               |

### 電影
| 年份   | 劇名         | 角色        | 性質     |
| ------ | ------------ | ----------- | -------- |
| 2013年 | 晚孃（下部） | 瑪麗        | 特别出演 |
| 已停拍 | The Way      | 慕坦 / 慕琳 |          |
| 2016年 | 怨冢         | 塔缇        |          |

### 音乐录影带
| 年份   | 曲目                   | 歌手            |
| ------ | ---------------------- | --------------- |
| 2008年 | 《不能得到的愛》       | Gam the star    |
| 2008年 | 《為你存在》           | Ruj the star    |
| 2009年 | 《Hug》                | Bie the star    |
| 2010年 | 《這個男人已無能為力》 | Aof pongsak     |
| 2010年 | 《阻止她》             | Tengnueng       |
| 2013年 | 《妳是我的整顆心》     | Gam             |
| 2015年 | 《心之影》             | Pexzeal & Noona |
| 2015年 | 《親愛的》             | Ann Thitima     |